# 직장 (장소)
직장(職場)은  사람들이 생계의 원천인 돈을 벌기 위해 일정한 직업을 가지고 일하는 곳이다.
아르바이트도 직장의 한 종류로 볼 수 있으며 넓은 범주에서는 자영업자들에게는 본인이 운영하는 사업체 또한 직장의 한 형태라 할 수 있지만, 일반적으로 직장인이라 함은 본인이 직접 사업체를 꾸려서 운영하는 것보다는 사업체 혹은 기업체에 고용되어 일하는 사람을 칭하는 경우가 많다.

## 같이 보기
- 코퍼레이션
- 고용
- 공장
- 오피스
- 조직 (사회과학)
- 내부고발